# László Vadnay

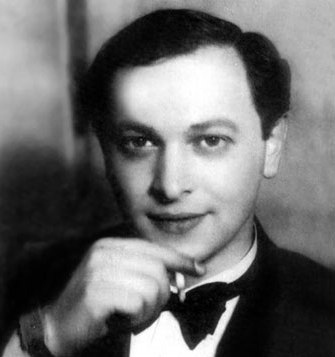
László Vadnay

László Vadnay, auch Laslo Vadnay, Laszlo Vadnai, Laszlo Vadnay und Ladislaus Vadnay, (* 6. Juni 1904 in Budapest, Österreich-Ungarn; † 18. April 1967 in Budapest, Ungarn) war ein ungarisch-amerikanischer Schriftsteller und Drehbuchautor.

## Leben
László Vadnay begann frühzeitig zu schreiben – anfänglich als Zeitungsreporter und Sketchautor für Budapester Kabaretts. Er kreierte im Rahmen der kabarettistischen Doppelconférence das Prinzip Der G'scheite und der Blöde mit den beiden Figuren Hacsek und Sajó. Die beiden sind Budapester Kaffeehausbesucher, die die Welt vom Kaffeehaustisch aus verändern wollen. Zunächst als Zeitungskolumne erfunden, kamen die beiden Figuren später auf die Bühne. Später feierte Vadnay auch als Bühnenautor Erfolge. Er verfasste insgesamt 15 (meist komödiantische) Stücke und 176 Einakter. Mehrfach kam es zur Zusammenarbeit mit István Békeffy, so auch 1932 bei der dreiaktigen Operette Tango um Mitternacht.
Im selben Jahr debütierte László Vadnay als Drehbuchautor beim ungarischen Film, dem er bis Ende 1937 verbunden blieb. 1936 war er als „Ladislaus Vadnay“ auch am Drehbuch des österreichischen Emigrantenfilms Fräulein Lilli mit dem ungarischen Filmstar Franziska Gaal beteiligt. Hier kollaborierte er erneut mit dem Kollegen Békeffy. 1938 verließ Vadnay angesichts des immer stärker werdenden Antisemitismus auch in seiner ungarischen Heimat Europa und übersiedelte in die Vereinigten Staaten. In Hollywood musste sich der Ungar, für den sich die fremde (englische) Sprache als hinderlich bei der Erstellung von Drehbüchern erweisen sollte, anfangs auf die Tätigkeit eines Ideen- und Storylieferanten beschränken. In dieser Funktion belieferte Vadnai, der sich in den USA der leichteren Schreibweise wegen meist Laslo Vadnay nannte, Filme wie Josette (1938), „Das Haus der sieben Sünden“ (1940), Das zweite Gesicht (1943), Südsee-Vagabunden (1950) und Fotograf aus Liebe (1952). Drehbuchbeiträge belieferte er zumeist im Zusammenspiel mit amerikanischen Autoren-Kollegen.
Auch in den Vereinigten Staaten waren, beim Film wie beim Fernsehen, eher leichtgewichtige Stoffe sein Metier, es gab aber auch Ausflüge in das dramatische Fach. Darüber hinaus belieferte Vadnay, seit dem 27. Dezember 1946 amerikanischer Staatsbürger, auch US-Bühnen mit seinen Vorlagen. Seine Filmlaufbahn klang in den 1960er Jahren mit „zwei veritablen Megaflops“ aus, dem Jayne-Mansfield-Streifen Es geschah in Athen und der Jerry-Lewis-Klamotte Das Mondkalb. Vadnay starb 1967 auf Heimatbesuch in Ungarn. Seine drei Jahre jüngere Witwe Claire überlebte ihn um gut 30 Jahre.

## Filmografie
als Drehbuchautor
- 1932: Csókolj meg édes
- 1934: Meséautó
- 1936: Fräulein Lilli
- 1936: Szenzàcio
- 1937: Hotel Kikelet
- 1937: Pesti mese
- 1942: Sechs Schicksale (Tales of Manhattan)
- 1944: Auf Ehrenwort (Uncertain Glory)
- 1945: The Big Show-Off
- 1947: Copacabana
- 1950: Der Weihnachtswunsch (The Great Rupert)
- 1952: Nicht die Zeit für Blumen (No Time for Flowers)
- 1953: Du bist so leicht zu lieben (Easy to Love)
- 1953: The Great Diamond Robbery
- 1956–1958: Telephone Time (Fernsehserie)
- 1958–1959: Der Texaner (Fernsehserie, 2 Folgen)
- 1957: 10.000 Schlafzimmer (Ten Thousand Bedrooms)
- 1955–1959: Don Quixote (unvollendet)
- 1960: Es geschah in Athen (It Happened in Athens)
- 1962: Die Strolche von Mexiko (Dime With a Halo) (auch Co-Produktion)
- 1964: Világos feladja
- 1966: Das Mondkalb (Way … Way Out)!